# 朝な夕なに
『朝な夕なに』（あさなゆうなに、Immer wenn der Tag beginnt）は、1957年の西ドイツの青春映画。監督はヴォルフガング・リーベンアイナー、出演はルート・ロイヴェリクとハンス・ゼーンカーなど。ギムナジウムの教師と生徒との交流を描いている。カラー映画。

## ストーリー
ギムナジウム「シラー校」に若く美しい女性教師ハンナ・ブルクハルトが着任する。
教師は単に知識を生徒に教えるだけで良いとする旧態依然の考え方が主流な中、
彼女は教師と生徒の間の人間的な親しみを大事にすべきとの信条を持っていた。
彼女のそのような考え方はこれまで勤めていた学校では受け入れられず、何度か問題を起こしていたため、「最後の機会」としてシラー校にやって来たのだ。
そんな彼女を温厚なヴォルフガンク・コルネリウス校長は温かく受け入れるが、
やはり彼も生徒の私生活に深く立ち入るべきではないと忠告する。
大学進学を目指す最高学年である9年生の数学と物理を担当することになったハンナ。
彼女の明るい人柄は生徒に自然に受け入れられていく。
そんなある日、試験で良い成績を取るために猛勉強していたハンス・クラインシュミットという生徒が病死する。
ハンスは体があまり丈夫ではなかったが、彼がクラスの仲間とジャズバンドを編成して放課後にライブハウスで演奏していたことをよく知っていたハンナは、校長や教会を説得し、葬儀の場で生徒たちに生前のハンスも一緒に演奏していた曲『真夜中のブルース』を演奏させてやる。
生徒たちとの結びつきが一段と強まったハンナ。しかし、ハンナと同じ下宿の別の部屋で親から離れ1人暮らしをしている生徒マルティン・ヴィーラントは、金持ちなものの家庭的な愛情は無い親との関係で悩んでいる自分をいたわってくれるハンナに特別な想いを抱くようになる。
だが、ハンナへの想いを綴ったマルティンの日記が校内で落ちているのを通りがかりの事務員が拾い、校長にその内容を報告されてしまう。
これを知ったマルティンは教室でピストル自殺を図る。ハンナによって自殺は食い止められたものの、事件は大きな問題となる。事態を収拾するためにハンナは、かねてより好意を抱いていたコルネリウス校長のプロポーズを受け入れ、改めてこの学校で教師としてやっていく決意を固める。

## キャスト
括弧内は日本語吹替（テレビ版・放送日1971年10月24日『サンデー洋画劇場』）
- ハンナ・ブルクハルト先生: ルート・ロイヴェリク（谷育子）
- ヴォルフガンク・コルネリウス校長: ハンス・ゼーンカー（ドイツ語版）（臼井正明）
- マルティン・ヴィーラント: クリスチャン・ヴォルフ（ドイツ語版）
- ヴァルター・ローマン: ハンス・ライザー
- ヴェヒター先生: フリードリヒ・ドミン
- ハンス・クラインシュミット: ピーター・シュテルナーゲル
- マックス・クレーメント: アレクサンダー（レックス）・ギルド（ドイツ語版）

## 備考
劇中で使われた『真夜中のブルース（原題：Mitternachtsblues）』は日本で大ヒットした。また、この曲はベルト・ケンプフェルト楽団の曲としても知られている。他に日本語の歌詞を付け、雪村いづみが歌ったバージョンも存在する。